# Bahnhof Berlin Yorckstraße

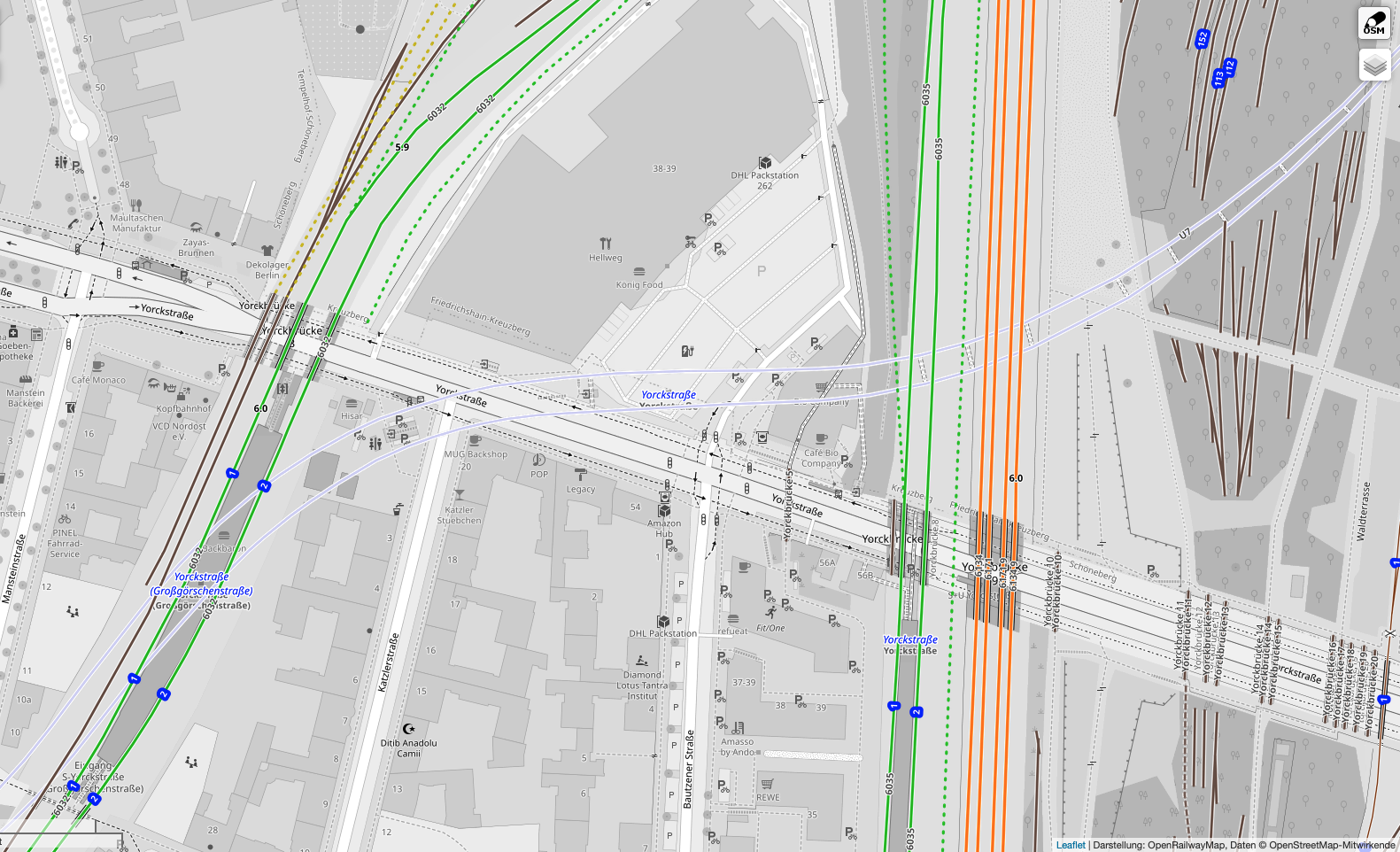
Lage- und Gleisplan

Als Bahnhof Yorckstraße werden zwei Bahnhöfe der Deutschen Bahn und ein U-Bahnhof der BVG an der gleichnamigen Straße im Berliner Ortsteil Schöneberg bezeichnet. Es handelt sich dabei um zwei betrieblich getrennte S-Bahn-Stationen, die 250 Meter voneinander entfernt sind, sowie den dazwischen liegenden U-Bahnhof:
- dem S-Bahnhof Yorckstraße (Großgörschenstraße) auf der Nordsüd-S-Bahn, an die sich südlich die Wannseebahn anschließt (Linie S1),
- dem S-Bahnhof Yorckstraße auf der Anhalter Vorortbahn (Linien S2, S25 und S26) sowie
- dem U-Bahnhof Yorckstraße auf der Linie U7.

Parallel zur S-Bahn-Strecke nach Wannsee verläuft auf der Westseite die nicht mehr genutzte Trasse der Ferngleise der Bahnstrecke Berlin–Magdeburg. Im Osten lagen früher die Ferngleise der Anhalter Bahn bzw. der Dresdener Bahn, heute wird ein Teil der Anlagen von der Nord-Süd-Fernbahn genutzt. An den Ferngleisen gab und gibt es in diesem Bereich keine Betriebsstelle. Unmittelbar nördlich der beiden S-Bahn-Stationen überqueren die Bahntrassen die Yorckstraße auf den denkmalgeschützten Yorckbrücken.

## Alter Bahnhof Großgörschenstraße

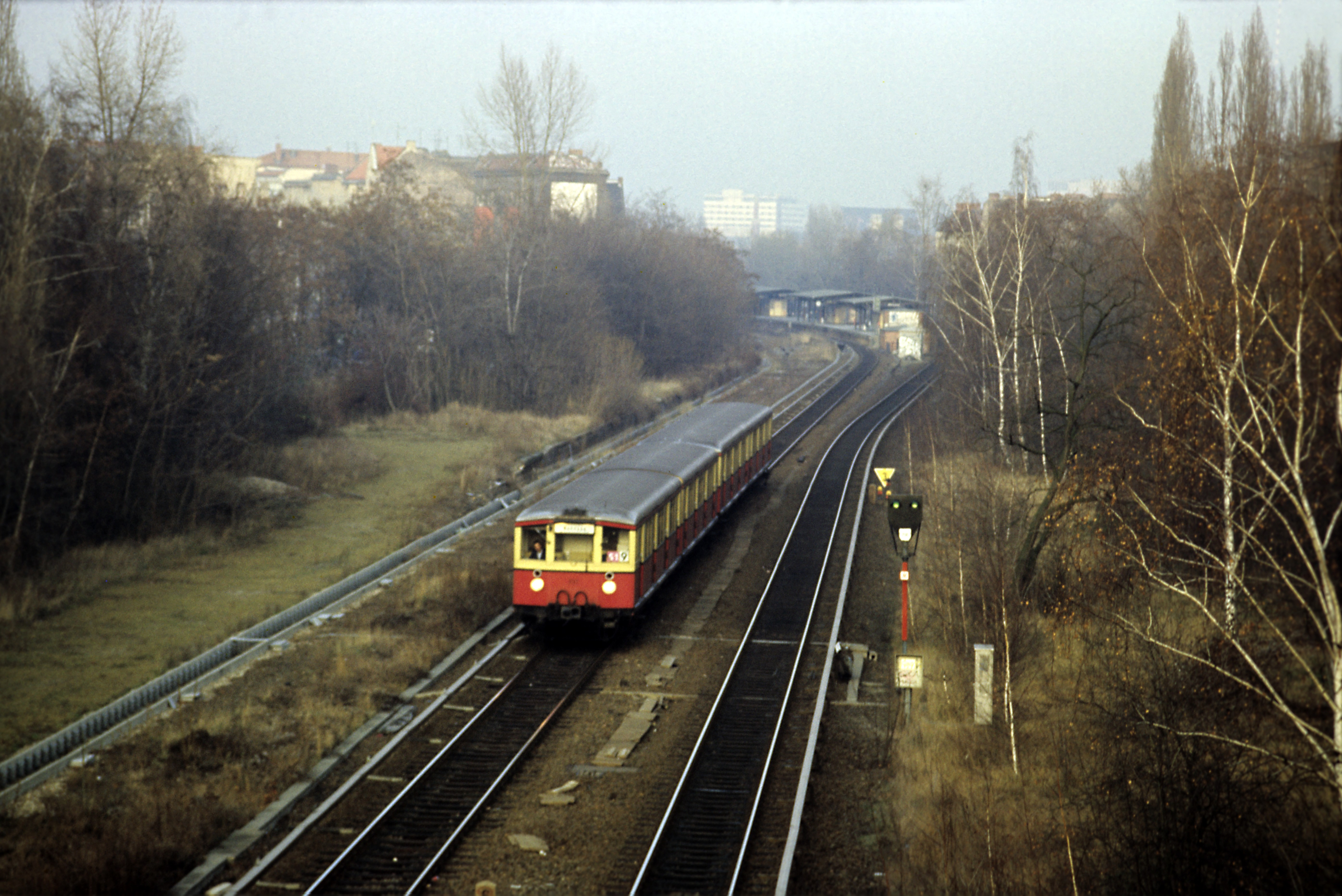
Blick von der Langenscheidtbrücke, links Bahnsteigreste des alten Bahnhofs, im Hintergrund die jetzige Station. Im Vordergrund ein Zug der Baureihe 275 der BVG, 1989

Die Station wurde am 1. Oktober 1891 als Bahnhof Großgörschenstraße an der Neuen Wannseebahn eröffnet, die als separate Vorortbahn neben die Gleise der Bahnstrecke Berlin–Magdeburg verlegt wurde. Deren im Jahr 1838 eröffnetes Teilstück zwischen Berlin und Potsdam war die erste Bahnstrecke Preußens („Stammbahn“) und wurde kurz darauf nach Magdeburg verlängert. Bereits 1881 war an den parallel verlaufenden Gleisen der Südringspitzkehre vom „Ring- und Vorortbahnhof“ Potsdamer Platz zur Ringbahn der Bahnhof Schöneberg (später: Kolonnenstraße genannt, seit 2008 in ähnlicher Lage Julius-Leber-Brücke) eröffnet worden. Dort gab es auch an der Stammbahn einen Bahnsteig. Aus Platzgründen war dort nach dem Bau der separaten Vorortgleise kein Vorortbahnsteig möglich, sodass als Ersatz der Bahnhof Großgörschenstraße weiter nördlich errichtet werden musste. Zwischen beiden Bahnhöfen gab es einen Verbindungsgang, den sogenannten „Hammelweg“.
Bereits 1883 war ein Bahnsteig für „Hohe Herrschaften“ mit dem Namen Hofstation in Betrieb gegangen. Er lag östlich des Vorortbahnhofs Großgörschenstraße und nördlich des Fußgängertunnels. Die Hofstation diente dem Deutschen Kaiser und dem Kronprinzen, wenn sie Militärparaden auf dem Tempelhofer Feld abnahmen. Sie wurde 1911 aufgegeben.
Im Zuge der 1924 begonnenen „Großen Elektrisierung“ der im Dezember 1930 eröffneten „S-Bahn“ wurde der elektrische Betrieb 1933 auf der gesamten Wannseebahn aufgenommen.
Geografische Lage: 52° 29′ 27,3″ N, 13° 21′ 58,4″ O

## Bahnhof Yorckstraße (Großgörschenstraße)

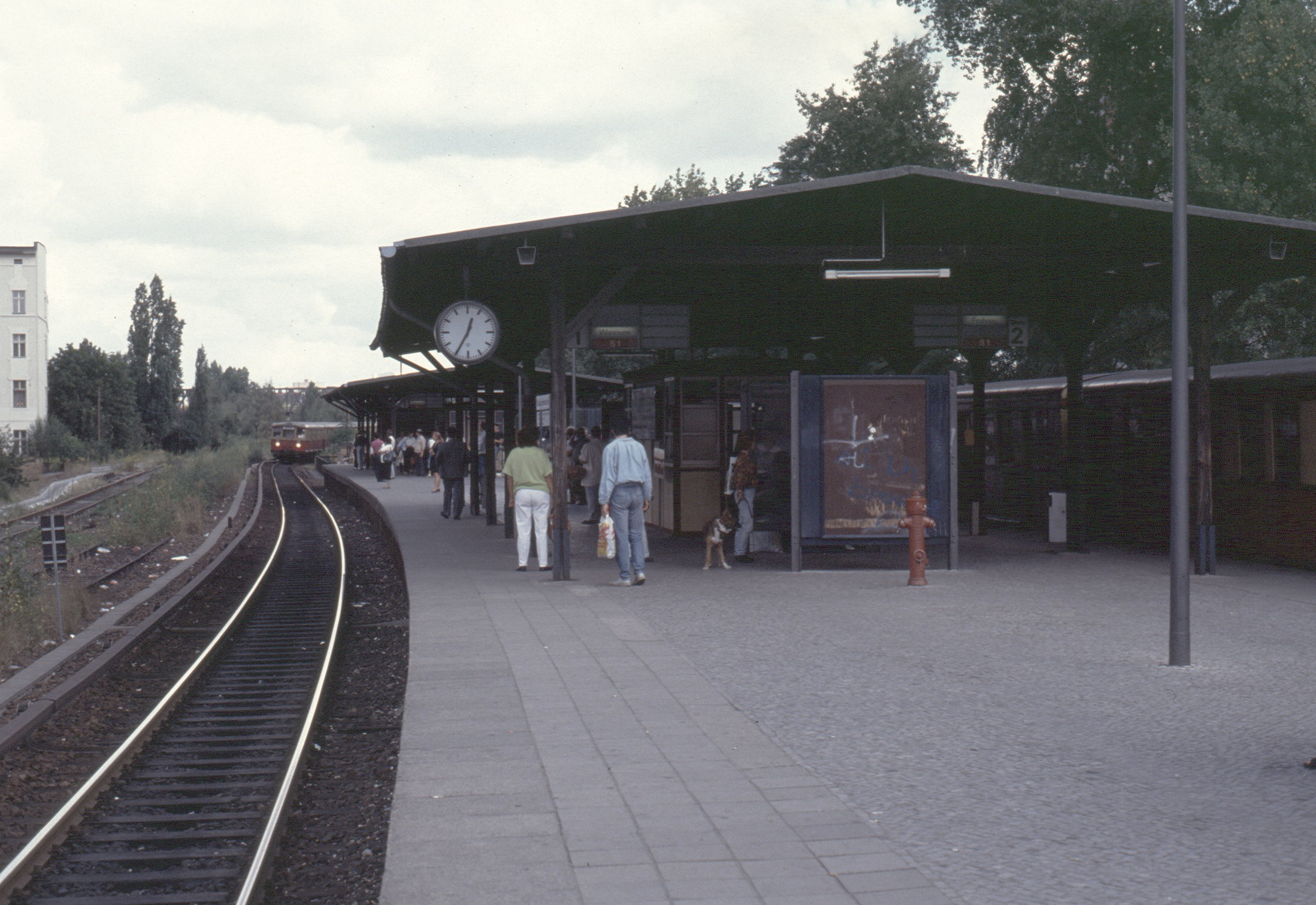
Bahnhof Großgörschenstraße, 1990

Der südliche Abschnitt des ab 1934 gebauten Nord-Süd-Tunnels der S-Bahn konnte erst im Herbst 1939 dem Verkehr übergeben werden. Zu dessen Anbindung wurden die Fern- und S-Bahn-Gleise der Stammbahn vertauscht. Als Folge wurde der alte Bahnhof Großgörschenstraße geschlossen und am 9. Oktober 1939 ein neuer, zunächst als Provisorium gedachter, Bahnhof in Betrieb genommen. Er liegt nordöstlich des alten Bahnhofs zwischen dem Fußgängertunnel Großgörschenstraße und der Yorckstraße. Die Station behielt zunächst den alten Namen Großgörschenstraße.
Bei seiner Inbetriebnahme waren bereits Pläne für eine Neuorganisation der Bahnanlagen in Berlin fertiggestellt. Deshalb erhielt der Bahnhof nur eine einfache Überdachung auf Holzpfosten. Kriegsbedingt kam es zu den Umbauten nicht mehr, sodass der provisorische Bahnhof bis heute in Betrieb ist.
Nach dem Reichsbahnerstreik 1980 in Berlin wurde der Bahnhof geschlossen. Die S-Bahn-Züge der Dresdener Bahn und Anhalter Bahn wurden bis dahin im S-Bahn-Betriebswerk Nordbahnhof gewartet. Nach der Übernahme der Berliner S-Bahn durch die BVG am 9. Januar 1984 musste das in Ost-Berlin liegende Betriebswerk geschlossen werden; die Züge wurden jetzt über die Wannseebahn nach Wannsee überführt. Der Personenverkehr wurde rund ein Jahr später am 1. Februar 1985 wieder aufgenommen.
Am 31. Mai 1992 wurde der Bahnhof Großgörschenstraße in Yorckstraße (Großgörschenstraße) umbenannt. Damit sollte verdeutlicht werden, dass es ein Umsteigebahnhof zum U-Bahnhof Yorckstraße ist, der Namenszusatz weist auf den Unterschied zum Bahnhof Yorckstraße der Linien S2, S25 und S26 hin.
Im Jahr 2012 wurde ein Aufzug installiert, der Bahnsteig ist somit barrierefrei zugänglich. 2013 begannen die Arbeiten zur Erneuerung der Überführungen der S-Bahn-Gleise über die Yorckstraße und über den Fußgängertunnel Großgörschenstraße.
Seit Frühjahr 2016 erfolgt die Zugabfertigung durch den Triebfahrzeugführer mittels Führerraum-Monitor (ZAT-FM).
Im Betriebsstellenverzeichnis wird der Bahnhof unter der Bezeichnung BGGS geführt.
Geografische Lage: 52° 29′ 32″ N, 13° 22′ 4″ O

## S-Bahnhof Yorckstraße

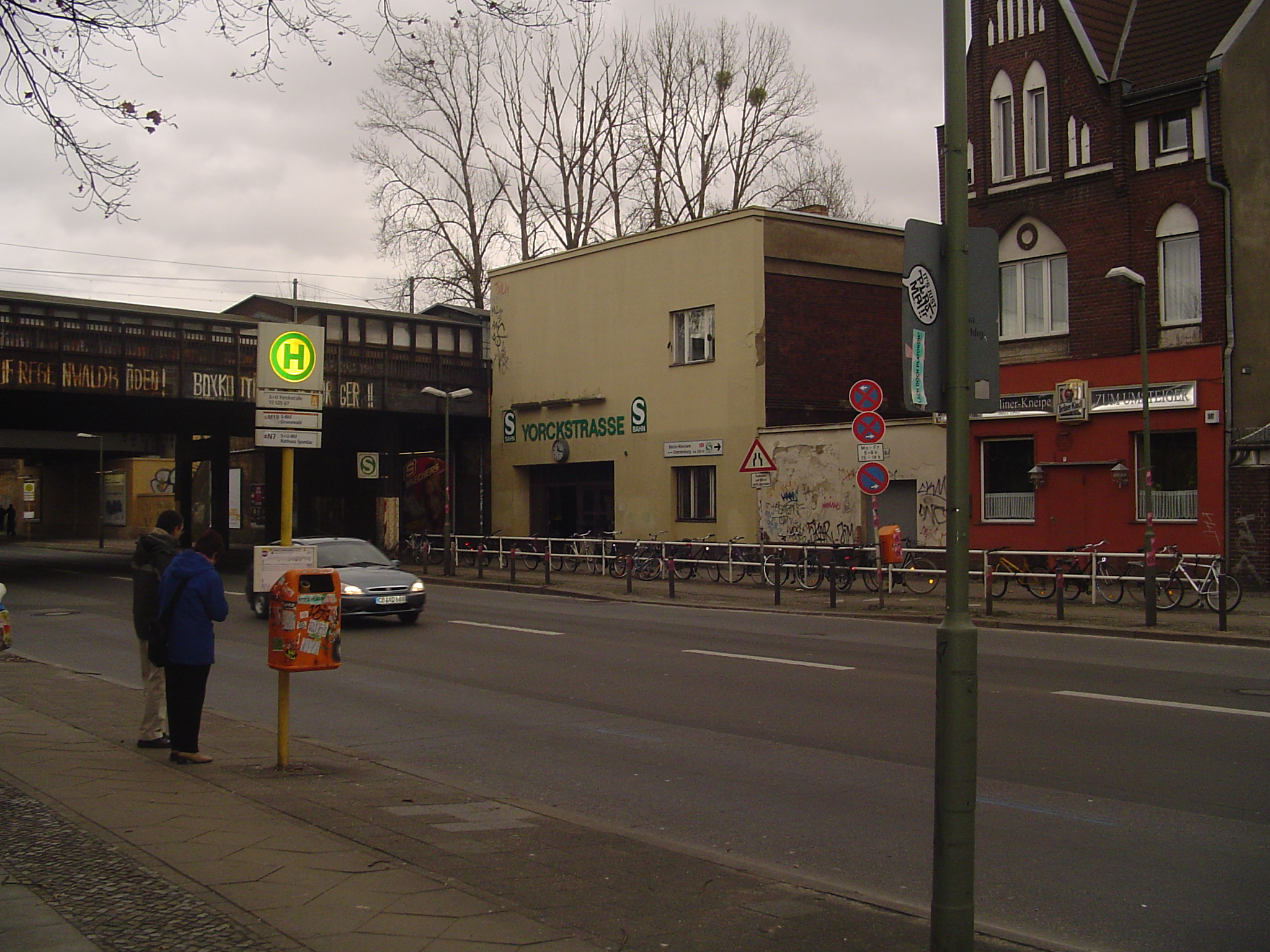
Eingang zum S-Bahnhof Yorckstraße

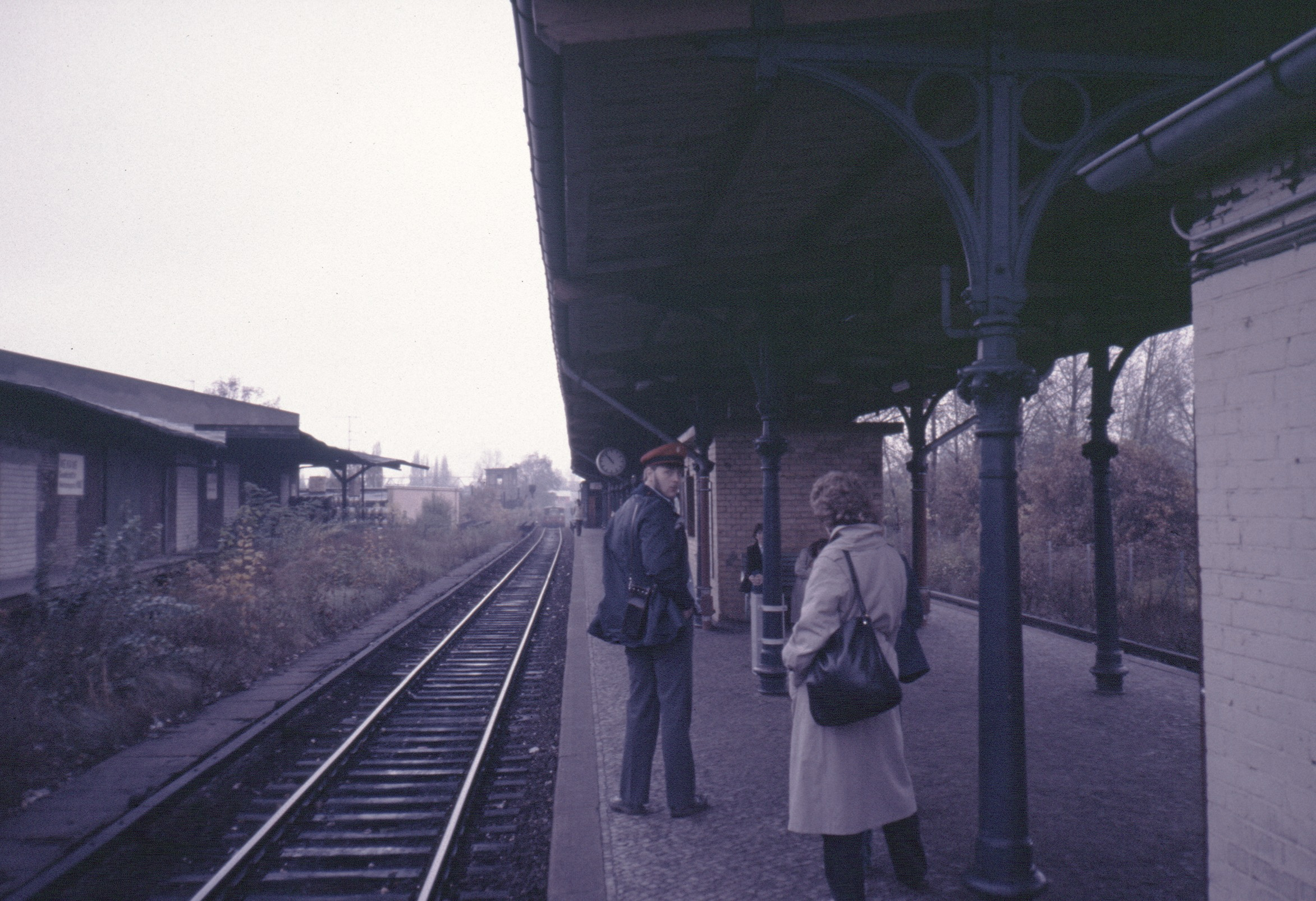
Bahnsteig der Dresdener und Anhalter Bahn, 1986

Der Bahnhof an der Anhalter Vorortbahn wurde am 1. Mai 1903 eröffnet. Die Station wurde durch die Vorortzüge vom Potsdamer Ring- und Vorortbahnhof kommend bedient; die Fernzüge fuhren östlich der Vorortgleise weiterhin den Anhalter Bahnhof an. Kurze Zeit nach Inbetriebnahme der Station wurde für den Vorortverkehr zum Bahnhof Groß-Lichterfelde Ost ein Versuchsbetrieb mit Bahnstrom eingeführt.
Im Zuge der „Großen Elektrisierung“ erfolgte im Jahr 1929 die Umstellung auf das bis heute verwendete System mittels seitlich angebrachter und von unten bestrichener Stromschiene mit 800 Volt Gleichspannung; der Versuchsbetrieb verwendete eine von oben bestrichene Schiene und 750 Volt Gleichspannung. Da die Umstellung jedoch nur die Strecke der Anhalter Bahn betraf, verkehrten auf der Dresdener Bahn immer noch dampfbetriebene Vorortzüge, was einen Mischbetrieb am Bahnhof Yorckstraße mit sich brachte. Dieser Betrieb zum Potsdamer Ringbahnhof endete am 6. November 1939, seitdem fuhren die Züge kurz nördlich der Yorckstraße in den neuen Nord-Süd-Tunnel ein und endeten in den nördlichen Berlins gelegenen Orten Bernau und Velten. Einige Wochen später war auch die Dresdener Bahn elektrifiziert worden.
Wenige Stunden vor dem Befehl von General Helmuth Weidling zur Einstellung der Kämpfe in Berlin wurde am 2. Mai 1945 um 7:55 Uhr die Decke des Nord-Süd-Tunnels unter dem Landwehrkanal durch Einheiten der SS gesprengt. Neben dem Tunnel wurden auch große Teile des U-Bahn-Netzes überflutet (siehe: Geschichte der Berliner U-Bahn). Als der Verkehr nach der Kapitulation wieder aufgenommen wurde, endeten die Züge im Bahnhof Yorckstraße. Erst ab Mitte November 1947 konnte der Betrieb über den Nord-Süd-Tunnel wieder aufgenommen werden.
Der Reichsbahnerstreik 1980 hatte zunächst keinerlei Auswirkungen auf den Betrieb am Bahnhof Yorckstraße. Die Anhalter und Dresdener Bahn gehörten zu den wenigen Strecken, die von der Deutschen Reichsbahn weiterhin betrieben wurden. Erst mit Übernahme der Betriebsrechte durch die BVG 1984 wurde der Verkehr auf der Anhalter Bahn eingestellt, die andere Vorortstrecke dagegen mit der Linienbezeichnung „S2“ weiterbetrieben. Einzige Ausnahme bildete dabei der zweigleisige Ausbau der Strecke 1988, bei der auch der Bahnhof Yorckstraße kurzzeitig geschlossen war.
Mitte der 1980er Jahre war eine Verlegung der S2 über die Trasse der Ringbahn und der Wannseebahn vorgesehen, um die alte Trasse einschließlich des S-Bahnhofs Yorckstraße abzubauen und somit Platz für den Neubau der Bundesautobahn 103 zu gewinnen. Nach Einstellung der Autobahnplanungen wurde dies nicht weiterverfolgt.
Seit Januar 2015 erfolgt die Zugabfertigung durch den Triebfahrzeugführer mittels Führerraum-Monitor (ZAT-FM).
Die Deutsche Bahn plant, die Station im Rahmen der Erneuerung der Yorckbrücken (seit 2017) neu zu gestalten. Hierbei soll auf Anforderung des Landes Berlin auch der Bahnsteig verbreitert und die Verkehrsführung nach Norden über die Yorckstraße verbessert werden. Ein neu zu bauender Aufzug dort stellt dann den barrierefreien Zugang von der Straßenebene zum S-Bahnsteig her. Die Kosten für die Maßnahme werden auf rund vier Millionen Euro geschätzt. Die Sanierung wurde 2017 nicht begonnen. Es gibt bislang keinen Termin für die Sanierung.
Der Bahnhof wird im Betriebsstellenverzeichnis unter der Bezeichnung BYOR geführt. Das 1903 nach Entwürfen des Architekten Karl Cornelius errichtete Zugangsgebäude und der Bahnsteig stehen unter Denkmalschutz.
Geografische Lage: 52° 29′ 32″ N, 13° 22′ 20″ O

## U-Bahnhof Yorckstraße

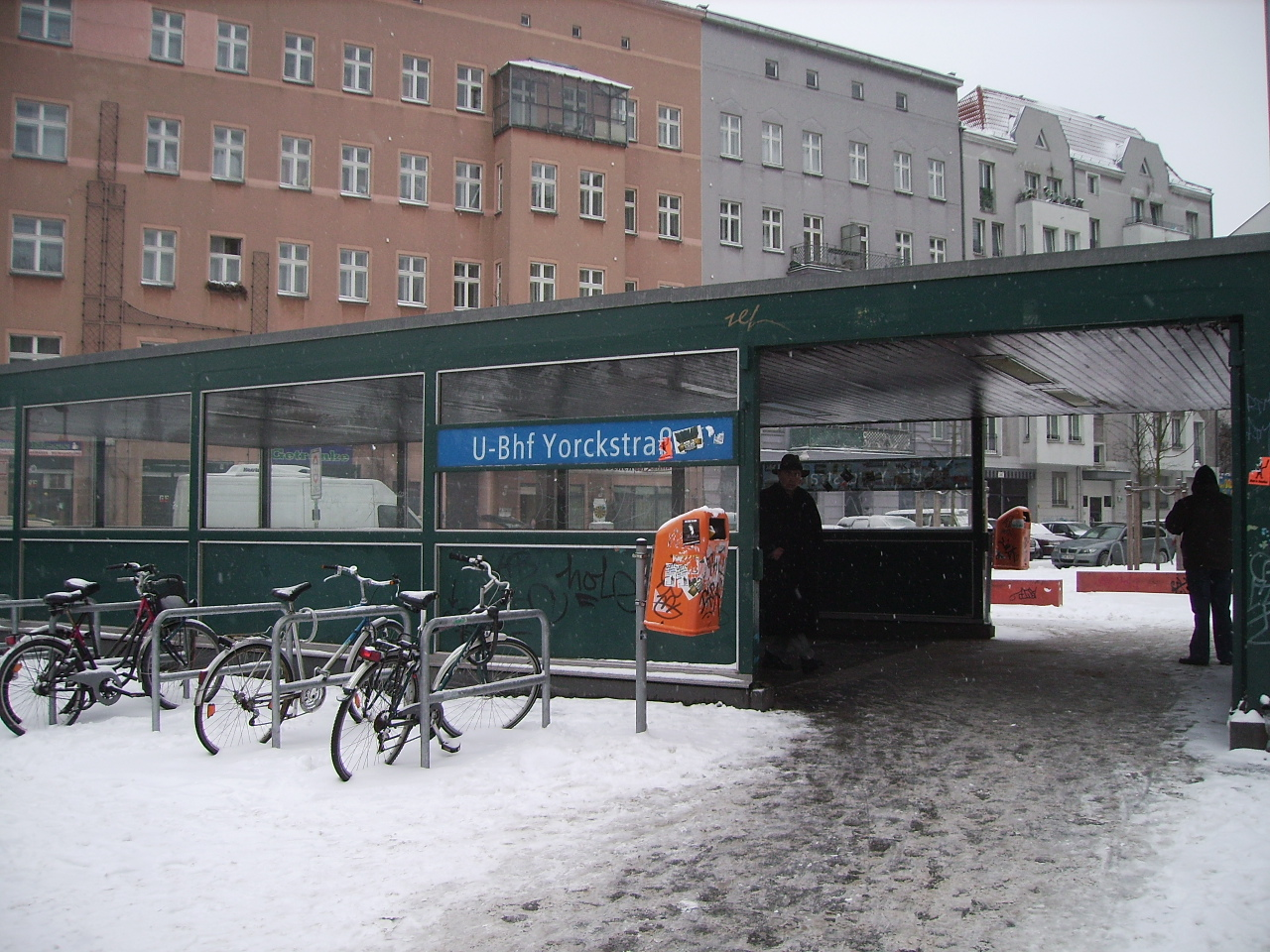
Eingang zum U-Bahnhof Yorckstraße

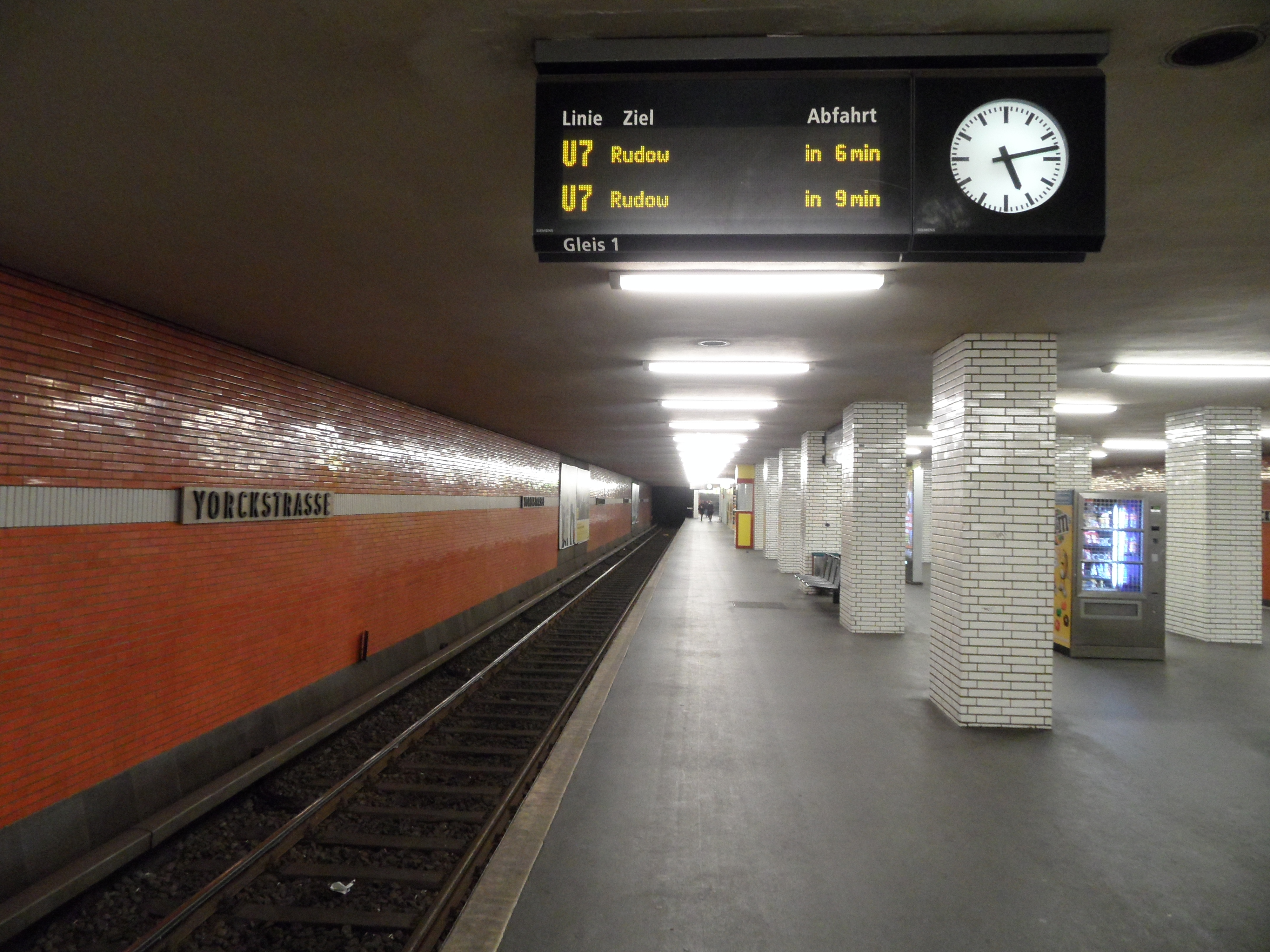
Bahnsteig des U-Bahnhofs, vor Beginn der Sanierung

Nachdem die Nord-Süd-U-Bahn mit ihren südlichen Abzweigen nach Tempelhof und Neukölln in zwei einzelne Linien getrennt worden war, sollte die bestehende Linie 7, die auf der Strecke Möckernbrücke – Britz-Süd fuhr, auch in Richtung Westen verlängert werden. Im Jahr 1964 begannen die ersten Bauarbeiten für die neue Strecke zum Fehrbelliner Platz an der Yorckstraße. Bis 1967 dauerten die Arbeiten dort an. Hier wurde – zum ersten Mal bei der Berliner U-Bahn – der bergmännische Schildvortrieb auf einer Strecke von 286 Metern verwendet. Dieser war nötig, um den S-Bahnhof Großgörschenstraße in einer S-Kurve zu unterfahren.
An der Yorckstraße sollte auch selbst ein Bahnhof errichtet werden. Wie damals üblich, übernahm Rainer G. Rümmler die Gestaltung des Bahnhofs. Die Gleishinterwände prägte er mit rot-orangefarbenen, kleinteiligen Fliesen, die durch einen 20 Zentimeter hohen weißen Streifen unterbrochen sind, auf dem der Bahnhofsname in schwarzer Blockschrift angebracht ist. Der 110 Meter lange und 7,1 Meter unter der Erde befindliche Bahnsteig erhielt zweireihige Stützen, die wiederum mit kleinen weißen Fliesen verziert sind. Der Bahnhof wurde im Zusammenhang mit der Verlängerung der Linie U7 von Möckernbrücke zum Fehrbelliner Platz am 29. Januar 1971 in Betrieb genommen.
Die Inbetriebnahme eines Aufzugs erfolgte am 30. November 2016. Die Kosten seinen Bau beliefen sich auf rund 600.000 Euro.
Seit 2020 wurde der Bahnhof rundum saniert. Unter anderem wurde die Zwischendecke herausgenommen, wodurch der Bahnhof rund 1,5 Meter höher wurde. Zudem wird am östlichen Ende ein neues Empfangsgebäude gebaut, in dem ein zweiter Aufzug eingebaut wird.

## Übergänge
Der U-Bahnhof hat an jedem Ende einen Ausgang zu den beiden S-Bahnhöfen. Direkte und wettergeschützte Zugänge zu den beiden Schnellbahnhöfen wurden jedoch nicht ausgeführt.
Beim Umsteigen zwischen dem S-Bahnhof Yorckstraße und der U-Bahn war die vielbefahrene Yorckstraße zu überqueren. Da dies nach der Übernahme der S-Bahn durch die BVG 1984 nicht mehr akzeptabel erschien, wurde im Dezember 1985 eine behelfsmäßige Fußgängerbrücke aufgebaut, die einen zusätzlichen S-Bahn-Ausgang zur anderen Straßenseite schuf. Diese Brücke steht bis heute.
Der Schnellbahnknoten ist über zwei Haltestellen der Linie M19 an das Omnibusnetz der BVG angeschlossen.
| Linie | Verlauf | Takt in der HVZ |
| ----- | --- | --------------- |
|       | Oranienburg – Lehnitz – Borgsdorf – Birkenwerder – Hohen Neuendorf – Frohnau – Hermsdorf – Waidmannslust – Wittenau (Wilhelmsruher Damm) – Wilhelmsruh – Schönholz – Wollankstraße – Bornholmer Straße – Gesundbrunnen – Humboldthain – Nordbahnhof – Oranienburger Straße – Friedrichstraße – Brandenburger Tor – Potsdamer Platz – Anhalter Bahnhof – Yorckstraße (Großgörschenstraße) – Julius-Leber-Brücke – Schöneberg – Friedenau – Feuerbachstraße – Rathaus Steglitz – Botanischer Garten – Lichterfelde West – Sundgauer Straße – Zehlendorf – Mexikoplatz – Schlachtensee – Nikolassee – Wannsee \|\| 10 min (Abschnitt Frohnau–Oranienburg 20 min)                                       |                 |
|       | Bernau – Bernau-Friedenstal – Zepernick – Röntgental – Buch – Karow – Blankenburg – Pankow-Heinersdorf – Pankow – Bornholmer Straße – Gesundbrunnen – Humboldthain – Nordbahnhof – Oranienburger Straße – Friedrichstraße – Brandenburger Tor – Potsdamer Platz – Anhalter Bahnhof – Yorckstraße – Südkreuz – Priesterweg – Attilastraße – Marienfelde – Buckower Chaussee – Schichauweg – Lichtenrade – Mahlow – Blankenfelde \|\| 10 min (Abschnitte Buch–Bernau; Lichtenrade–Blankenfelde 20 min) |                 |
|       | Hennigsdorf – Heiligensee – Schulzendorf – Tegel – Eichborndamm – Karl-Bonhoeffer-Nervenklinik – Alt-Reinickendorf – Schönholz – Wollankstraße – Bornholmer Straße – Gesundbrunnen – Humboldthain – Nordbahnhof – Oranienburger Straße – Friedrichstraße – Brandenburger Tor – Potsdamer Platz – Anhalter Bahnhof – Yorckstraße – Südkreuz – Priesterweg – Südende – Lankwitz – Lichterfelde Ost – Osdorfer Straße – Lichterfelde Süd – Teltow Stadt \|\| 20 min |                 |
|       | Blankenburg – Pankow-Heinersdorf – Pankow – Bornholmer Straße – Gesundbrunnen – Humboldthain – Nordbahnhof – Oranienburger Straße – Friedrichstraße – Brandenburger Tor – Potsdamer Platz – Anhalter Bahnhof – Yorckstraße – Südkreuz – Priesterweg – Südende – Lankwitz – Lichterfelde Ost – Osdorfer Straße – Lichterfelde Süd – Teltow Stadt \|\| 20 min |                 |
|       | Rathaus Spandau – Altstadt Spandau – Zitadelle – Haselhorst – Paulsternstraße – Rohrdamm – Siemensdamm – Halemweg – Jakob-Kaiser-Platz – Jungfernheide – Mierendorffplatz – Richard-Wagner-Platz – Bismarckstraße – Wilmersdorfer Straße – Adenauerplatz – Konstanzer Straße – Fehrbelliner Platz – Blissestraße – Berliner Straße – Bayerischer Platz – Eisenacher Straße – Kleistpark – Yorckstraße – Möckernbrücke – Mehringdamm – Gneisenaustraße – Südstern – Hermannplatz – Rathaus Neukölln – Karl-Marx-Straße – Neukölln – Grenzallee – Blaschkoallee – Parchimer Allee – Britz-Süd – Johannisthaler Chaussee – Lipschitzallee – Wutzkyallee – Zwickauer Damm – Rudow \|\| 4 min bzw. 5 min |                 |